# Proportionaliteitsbeginsel
Het proportionaliteitsbeginsel of evenredigheidsbeginsel is een juridisch beginsel dat verschillende definities kan aannemen naargelang het rechtsterrein en de jurisdictie waarin het wordt gebruikt. Het gaat er in de basis om dat twee verschillende zaken in een redelijke verhouding tot elkaar moeten staan. Welke de af te wegen zaken zijn en hoe de redelijke verhouding moet worden bepaald, is in de van toepassing zijnde regelgeving  opgenomen.
In het internationaal strafrecht houdt het bijvoorbeeld in dat een opgelegde sanctie of straf in verhouding moet staan tot de begane overtreding of het begane misdrijf. Ook in het Nederlands bestuursrecht spreekt men van proportionaliteit. Beslissingen van de staat gaan vaak in tegen het belang of de rechten van individuele burgers, ten bate van het algemeen belang. Het proportionaliteitsbeginsel stelt dat de mate van inbreuk op het individueel belang vanuit een bepaalde maatregel proportioneel moet zijn ten opzichte van het beoogde legitieme doel van die maatregel. In het bijzonder dient de inbreuk nooit groter te zijn dan noodzakelijk is voor het beoogde doel.
Proportionaliteit speelt ook een rol bij de handhaving van de openbare orde door het bevoegd gezag, zoals de politie.
Binnen het Europees recht speelt het proportionaliteitsbeginsel een rol bij het optreden van de Europese Unie. Dat optreden mag niet verder gaan dan wat nodig is om doelstellingen van de verdragen van de Europese Unie te verwezenlijken. Het optreden moet geschikt en noodzakelijk zijn, en er mag geen minder restrictief alternatief bestaan dat hetzelfde doel kan bereiken.

## Intensiteit van de proportionaliteit
Proportionaliteit kan verschillende gradaties aannemen. In de rechtspraak van het Bundesverfassungsgericht en het Hof van Justitie van de Europese Unie vindt men de meest strikte interpretatie van het proportionaliteitbeginsel. Bij deze interpretatie mag er geen minder belemmerend alternatief bestaan dat hetzelfde doel kan verwezenlijken.
In de rechtspraak van het Europees Hof voor de Rechten van de Mens krijgt het proportionaliteitsbeginsel een minder strikte invulling. In die gevallen mag er wel degelijk een minder stringent alternatief bestaan, zolang de handeling of maatregel op zich genomen redelijkerwijze evenredig is ten aanzien van het nagestreefde doel.